# Franzosen
Franzosen sind eine romanischsprachige Titularnation im Westen Europas. Zusammen mit anderen romanischsprachigen und nicht-romanischsprachigen Minderheiten bilden sie das Staatsvolk Frankreichs. Einige Minderheiten in Frankreich sehen sich in ethnischer Hinsicht als Bretonen, Okzitanier, Elsässer, Katalanen, Basken oder Korsen. Sie beanspruchen damit für ihre jeweilige Gruppe den Status einer eigenen ethnischen Gruppe und grenzen sich auf diese Weise von der Titularnation der „Franzosen“ im ethnischen Sinne ab. Vielfach handelt es sich aber auch um Mehrfachidentitäten.

## Französische Ethnogenese

### Moderne Mythen über antike Vorfahren

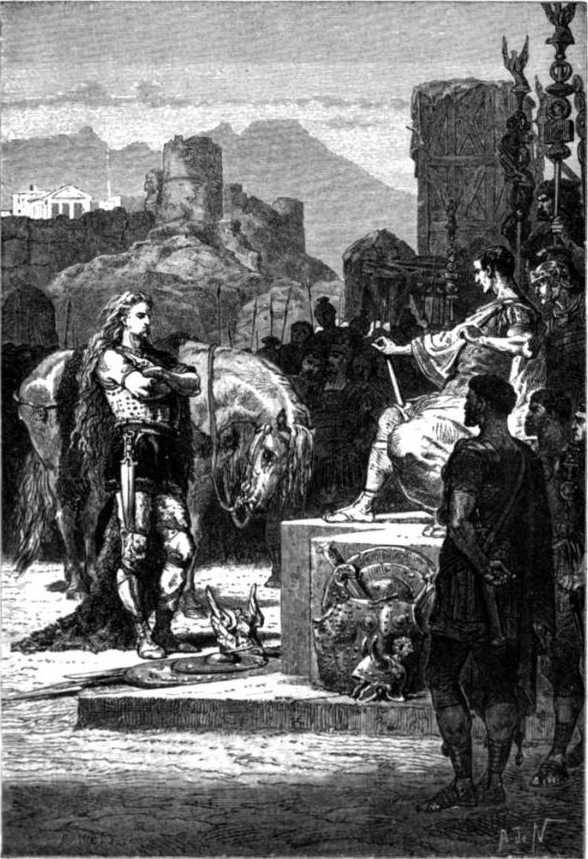
Vercingetorix wirft Caesar seine Waffen zu Füßen.

Der französische Nationalmythos beginnt bereits mit den Kelten (Gallier), jenem indoeuropäischen Stamm, der sich am frühesten gelöst hatte und am weitesten nach Westen vorgedrungen war, und in den fünf Jahrhunderten bis zur Eroberung durch Caesar (seit 58 v. u. Z.) eine eigene Kultur entwickelt hatte. Zu den mächtigsten Stämmen gehörten die Arverner im Gebirgsland der Auvergne und die Äduer zwischen Saône und Loire. Die indoeuropäischen Kelten hatten zuvor die Urbevölkerung (z. B. Ligurer) in den Süden abgedrängt, nur ein Zweig der Iberer, die Aquitaner, hat sich bis heute in geringen Resten in den westlichen Tälern der Pyrenäen erhalten. Der Name Gascogne (vasconia) erinnert an die frühere weitere Ausbreitung der Basken, die in Frankreich aber nicht – wie in Spanien – ihre nationale Sonderstellung bewahrt haben.
Nach der römischen Eroberung hatte sich der Großteil des keltischen Adels akkulturisiert bzw. assimiliert, große Teile der keltischen Bevölkerung waren daraufhin mit Römern zu einer galloromanischen Bevölkerung verschmolzen oder zumindest vermischt und romanisiert. Sie genossen römische Bürgerrechte und waren spätestens im 4. Jahrhundert christianisiert worden.

„Gallien wurde rasch romanisiert, nach zwei Generationen fügten gallische Edle ihrem keltischen einen römischen Namen hinzu. Vercingetorix, im romanisierten Gallien ein keltischer Barbar, wurde vergessen und erst im 19. Jahrhundert wiederentdeckt.“

Ein Nationaldenkmal für den legendären Gallierfürsten Vercingetorix wurde erst 1864 von Napoleon III. errichtet, seine trotzige Kapitulation vor Caesar wurde nach der französischen Niederlage im Deutsch-Französischen Krieg (1870/71) zum nationalen Mythos überhöht.

### Vermischungen der Völkerwanderungszeit

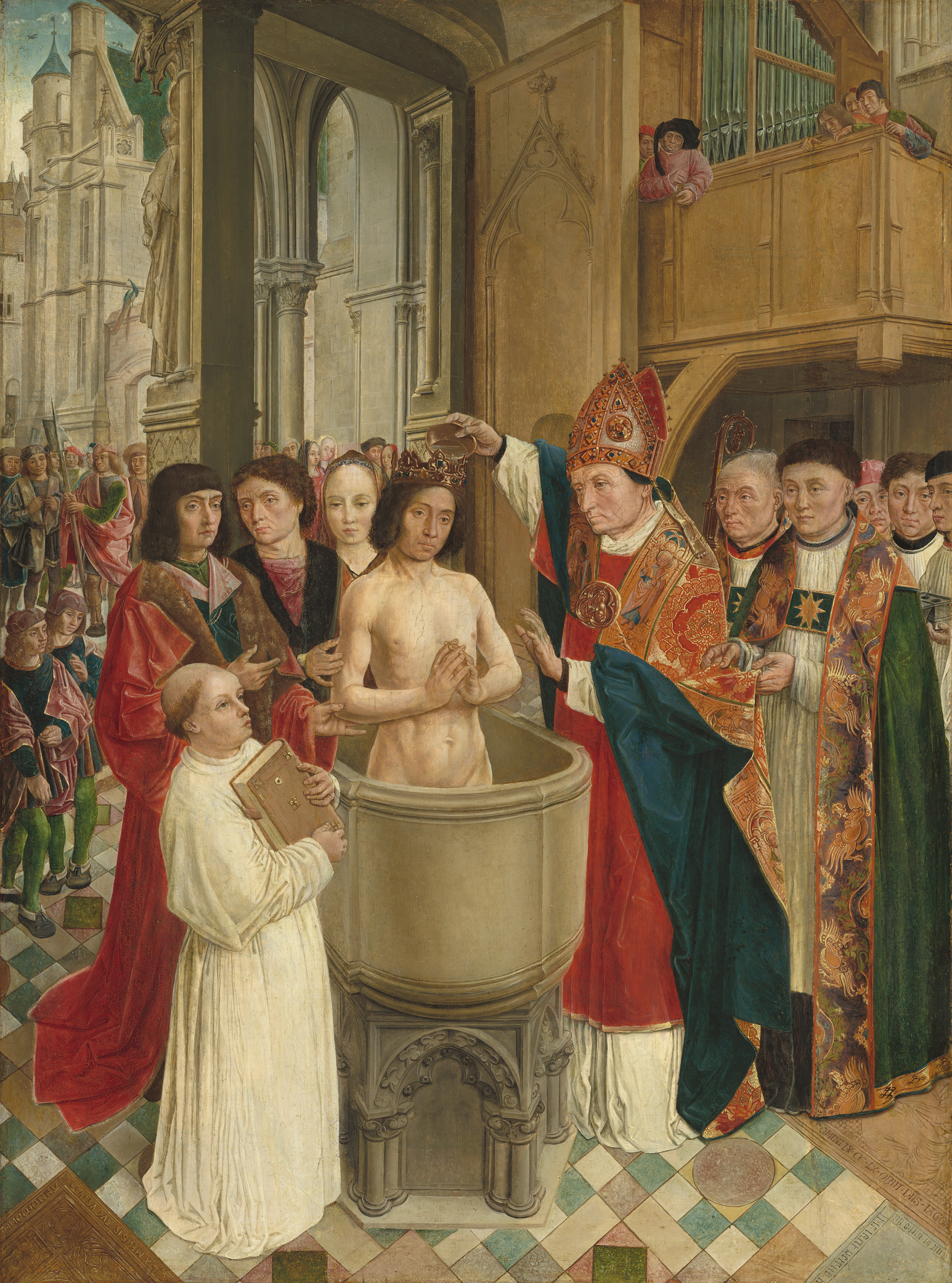
Chlodwigs Taufe (nach der Schlacht von Zülpich) als fränkisch-galloromanische Symbiose

Die christianisierte galloromanische Bevölkerung wurde im Zuge der Völkerwanderung im Südosten zunächst von Burgundern, im Südwesten von Westgoten und allesamt schließlich von salischen Franken (auch toxandrischen) Franken unterworfen. Dieser Stamm hatte sich um 420 von den ripuarischen Franken um Köln gelöst und soll der Legende nach unter Faramund in das heute belgische und nordfranzösische Gebiet gewandert sein. Der Sieg der Franken über die Alemannen in der Schlacht von Zülpich wurde später im Louvre als Beginn der französischen Geschichte herausgestellt. Die Franken waren ihrerseits allerdings selbst ein buntes Gemisch „freier“ Stämme. Gegenüber sechs bis zehn Millionen unterworfener Galloromanen zählte die Oberschicht der fränkischen Eroberer nur einige Hunderttausend, mit der (katholischen) Taufe des Frankenkönigs Chlodwigs (um 500) verband sie sich mit dem einheimischen Adel, allmählich bildete sich eine neue Mischbevölkerung heraus. Zu den germanischen Völkern der Völkerwanderung kamen ab dem 10. Jahrhundert noch die Normannen in der Normandie hinzu. Bei diesen zeigte sich die Assimilationsfähigkeit der galloromanischen Mehrheit am deutlichsten: Innerhalb weniger Generationen waren die Normannen ganz in ihr aufgegangen und francophone Normannen eroberten England sowie Süditalien.
Die ebenfalls im Rahmen der Völkerwanderung erst im 5. Jahrhundert eingewanderten, nichtromanischen (keltischen) Bretonen behielten ihre kulturelle Eigenart und Identität hingegen bis heute bei.
Im Zuge der Ausbildung eines katholischen Universalreiches unter Karl dem Großen hatte die galloromanische Kultur eine kosmopolitische Prägung erhalten. Nach der Teilung des Reiches 843 zeigte sich zum ersten Mal die Einheit der galloromanischen Nation im Aufkommen der neuen Sprache. Im Norden und Osten fiel der Großteil des einstigen Siedlungsgebiets der germanischen Franken bei der Reichsteilung an das Ostfrankenreich (das spätere Deutschland), im Westfrankenreich (das spätere Frankreich) dominierte das Galloromanische. Bis ins 10. Jahrhundert wurde jedoch zumindest ideell sowohl von karolingisch-westfränkischen als auch von ostfränkischen Herrschern an der Reichseinheit festgehalten, die Entstehung des ersten französischen Staates wird daher von den meisten Historikern erst mit der Königskrönung Hugo Capets (987) angesetzt.

### Nation und Nationalstaat im Mittelalter

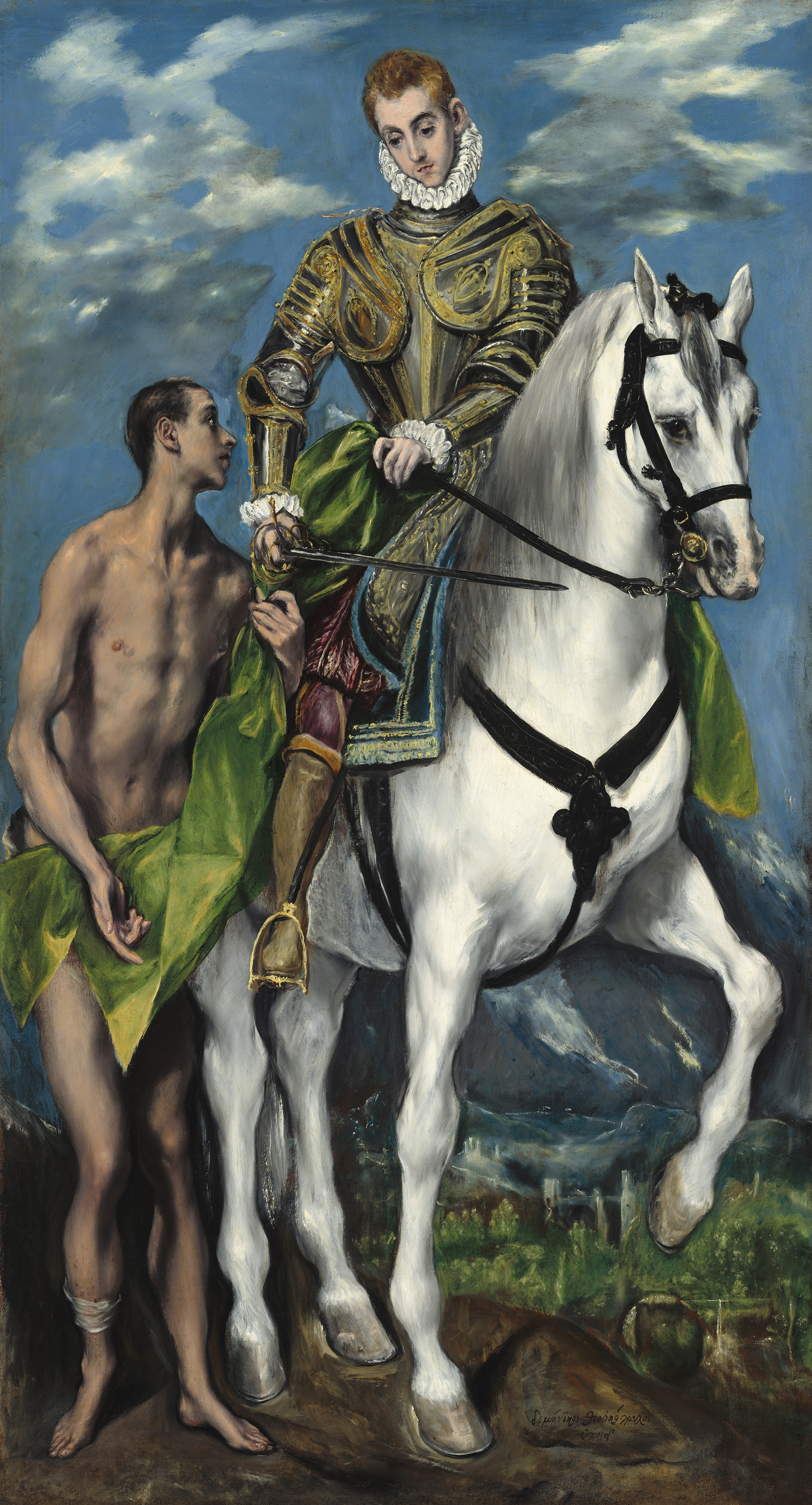
Martin von Tours ist Schutzpatron von 3.700 Gemeinden Frankreichs, 400 Gemeinden tragen seinen Namen
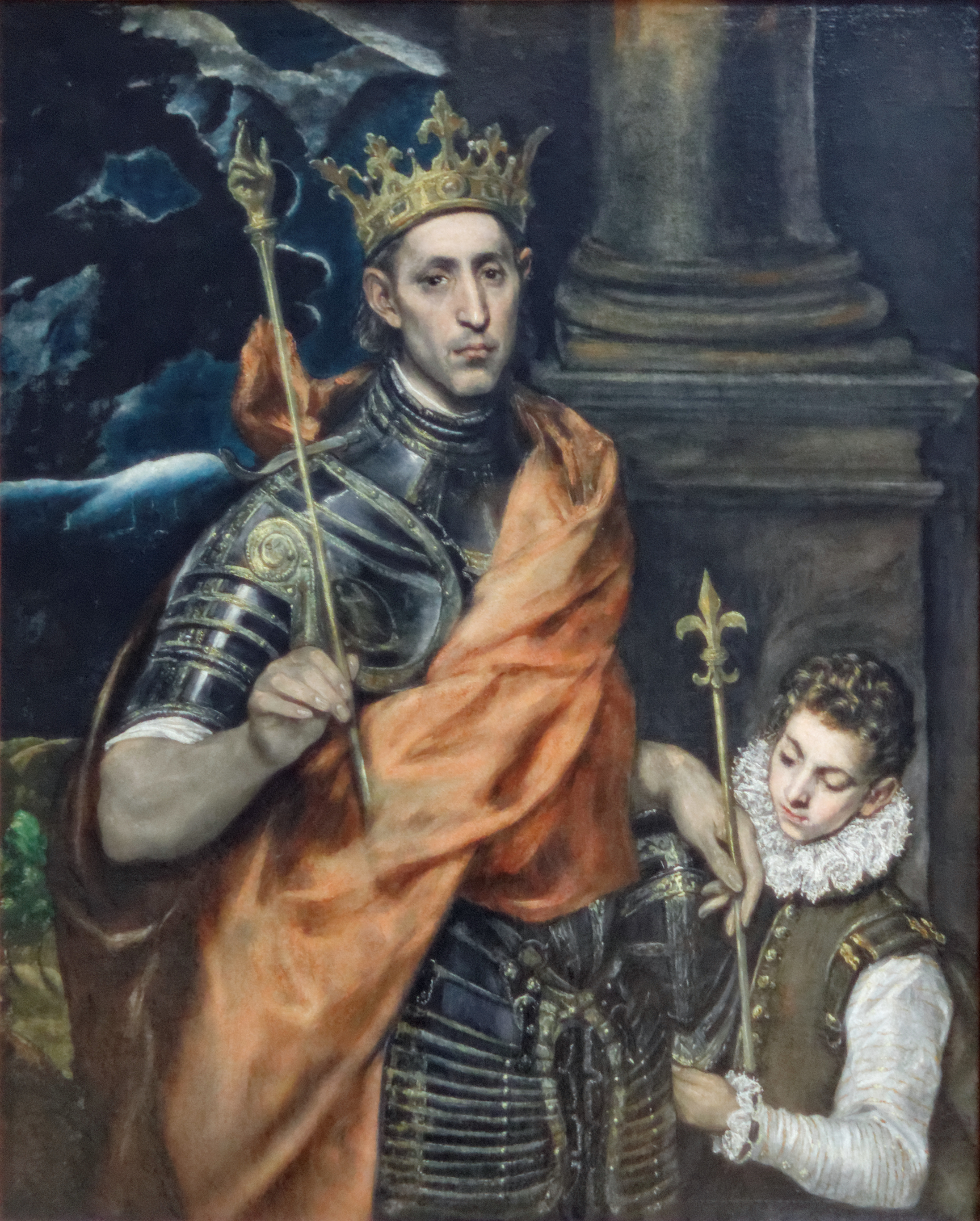
Der Kreuzfahrer Ludwig IX. wurde 1297 heiliggesprochen.
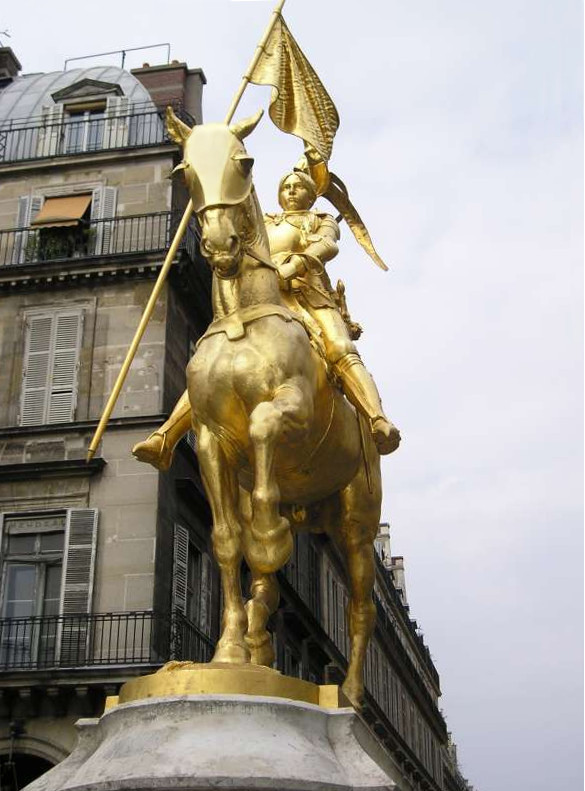
Jeanne d’Arc wurde 1456 rehabilitiert, 1920 heiliggesprochen.

Die Vermischung von Franken und Galloromanen war von Nord nach Süd in unterschiedlich intensivem Maße erfolgt. Im Süden gab es noch eine Zeitlang burgundische und gotische, im Norden und Osten fränkische Siedlungsreste. Zudem bildete Südfrankreich noch um 1000 eine romanische Sprachbrücke eher nach Spanien (Okzitanier, Katalanen) als nach Nordfrankreich. Diese Unterschiede wurden durch die zwischenzeitliche Schwäche des Pariser Königtums gegenüber regionalen Herzögen und später gegenüber englischen Königen gefördert.
Im Ergebnis mehrerer Schlüsselereignisse des Mittelalters bildete sich schließlich eine französische Nation bzw. ein früher Nationalstaat heraus
- durch den kombinierten Angriff des deutschen Kaisers Heinrich V. und des englischen Königs Heinrich I. 1124 entstand erstmals ein französisches Nationalgefühl[10], seit 1140 (Historia Karoli Magni et Rotholandi) setzte sich Francia statt Gallia als Selbstbezeichnung des gesamten Königreichs durch.[11] André Maurois setzt die Geburt der nationalen Gemeinschaft mit dem Sieg bei Bouvines 1214 an.[12]
- während der Kreuzzüge kämpften Nordfranzosen und Südfranzosen gemeinsam[13], ihr Anführer Ludwig der Heilige († 1270) wurde zum französischen Nationalheiligen
- mit dem Albigenserkreuzzug bzw. der Eroberung der Grafschaft Toulouse wurde die religiöse, kulturelle und staatliche Einigung abgeschlossen, die Südfranzosen standen fortan unter der Herrschaft der Nordfranzosen, das Zusammenwachsen zu einer gesamtfranzösischen Nation begann[14]
- der Gallikanismus trug zur Herausbildung einer von Rom unabhängigen katholischen Nationalkirche bei
- im Hundertjährigen Krieg behauptete Frankreich seine nationale Unabhängigkeit gegenüber einer englischen Dynastie, ein französischer Nationalstaat entstand[15][16], das durch den Hass auf die englischen Truppen in breiten Bevölkerungskreisen umfassend belebte Nationalgefühl führte zur Herausbildung einer französischen Nation[17], Jeanne d’Arc († 1431) wurde (neben Ludwig) zur Nationalheiligen (in gegenseitiger Abgrenzung voneinander entstand neben der französischen so auch die englische Nation)
- die Gefahr eines burgundischen Gegenreiches wurde durch die Aufteilung des burgundischen Erbes abgewendet und der französische Nationalstaat abgerundet

Vor dem Hintergrund einer möglichen Spaltung der Nation in Katholiken und Hugenotten hatte der Dichter Pierre de Ronsard in der zweiten Hälfte des 16. Jahrhunderts die erst im Mittelalter erfundene Figur des Francus in seinem Nationalepos verewigt, einen vermeintlich von dem antiken Helden Hektor abstammenden Urahn der französischen Könige, und hatte somit eine Legende erfunden, die die französische Nation sowohl von Troja als auch von Rom abstammen ließ.

### Nationalbewusstsein der Neuzeit

Ballhausschwur in Versailles

Die Freiheit führt das Volk (Julirevolution von 1830)

Zur endgültigen Herausbildung eines Nationalbewusstseins kam es bei den Franzosen infolge der Französischen Revolution ab 1789. Die Nation definierte sich nicht im ethnischen Sinn als Abgrenzung von Nachbarvölkern, sondern im demokratischen Sinn als Vertreter des Volkswillens und somit als souveräner Gegenspieler gegen ein absolutes Königtum. Nicht die Einwohner von Paris oder die französischsprachigen Katholiken, sondern die Delegierten des Dritten Stands proklamierten sich daher zur Nationalversammlung (Ballhausschwur). Die Nation wurde eine Staatsnation, sie bestand nicht primär aus ethnischen Franzosen, sondern aus Citoyen bzw. dem Wahlvolk mit staatsbürgerlichen Rechten und republikanischen Idealen.
Die nicht-französischsprachigen Staatsbürger wurden allerdings durch die Wehrpflicht und später durch die Schulpflicht bzw. die damit verbundene obligatorische Verwendung und Verbreitung der offiziellen Amtssprache assimiliert und französisiert, das Hochfranzösische verdrängte z. B. das Okzitanische fast völlig. Das mit dem Papsttum geschlossene Konkordat von 1801 bestätigte die Mehrheitsstellung des Katholizismus und führte gleichzeitig die Trennung von Staat und Religion ein, bis 1905 mit dem Gesetz zur Trennung von Kirche und Staat der Laizismus gesetzlich festgelegt wurde.
Das neue Selbstbewusstsein des sich auf die römische Republik (z. B. Brutus) berufende Bürgertums, das schließlich in der Hinrichtung des Königs (1793) kulminierte, griff in den Revolutionskriegen auch auf die französische Bauernschaft über (die damals 90 % der Bevölkerung ausmachte) und entwickelte sich zu einem Sendungsbewusstsein. Die Grande Nation sah sich fortan als Vorkämpfer für Demokratie und Freiheit und die Einigung Europas unter französischer Vorherrschaft, was auch nach der Niederlage Napoleons anhielt (Julirevolution von 1830, Februarrevolution 1848, Pariser Kommune 1871, Studentenrevolte 1968). Marianne wurde zum Symbol der Freiheit und zum idealistischen Prototyp der französischen Frau.
Napoleon I. allerdings hatte schon 1799 das römisch-republikanische Vorbild durch das römisch-imperiale Vorbild (Caesar) ersetzt und eine französische Vorherrschaft wie schon unter Karl dem Großen und dem Sonnenkönig Ludwig XIV. angestrebt. Als Repräsentant der Volkssouveränität krönte sich Napoleon zum Kaiser der Franzosen (empereur des Français), nicht zum Kaiser von Frankreich. Das 50-Millionen-Einwohner-Kaiserreich schloss Millionen Deutsche, Niederländer, Italiener und Kroaten als französische Staatsbürger ein. Die bourbonische Restauration bemühte sich, die bürgerlich-freiheitlich-republikanischen Ideale durch religiös-monarchistische Inhalte zu ersetzen, (so wurden die 1823 zur Niederschlagung der liberalen Revolution in Spanien einfallenden bourbonischen Truppen als die „100.000 Söhne des heiligen Ludwig“ bezeichnet, die Dominikanische und Jesuitische Mission in Übersee wurde gefördert). Doch spätestens seit der Orientkrise bzw. der Rheinkrise von 1840 kam wieder eine nationalistische Note hinzu, die religiöse Komponente geriet spätestens mit dem Ende der Monarchie und der französisch-spanischen Intervention zugunsten des Papstes in Rom ins Hintertreffen. Ab 1852 propagierte Napoleon III. zudem Panlatinismus. So entstand auch auf kolonialistischem Gebiet ein zivilisatorisches und missionarisches Sendungsbewusstsein, welches nach der Niederlage im Deutsch-Französischen Krieg auch einen revanchistischen Chauvinismus hervorbrachte und kurz nach dem Ende des Ersten Weltkriegs (1919) in einem erneuten französischen Hegemonieanspruch über Europa führte.
Eine Erneuerung des französischen Nationalbewusstseins auf der Rechten bewirkte in der Nachkriegszeit der Gaullismus: Anstelle der katholisch-konservativen oder faschistischen Ideen trat ein positiver Bezug auf die Errungenschaften der Französischen Revolution (und in deren Gefolge der republikanischen Staatsform und des Laizismus) und die Leistungen der Résistance, der beiden modernen Gründungsmythen Frankreichs. Im Selbstverständnis der Französischen Republik ist die französische Nation keine ethnische Gruppe, die französische Verfassung lehnt den Gedanken an eine über die Staatsbürgerschaft hinausgehende ethnische Zuordnung ab. Dem stehen nationalistische bzw. rassistische Auffassungen entgegen, die französischen Staatsbürgern, die aus Gebieten außerhalb des europäischen Frankreich stammen, aufgrund ihrer Hautfarbe, Religion oder ethnischen Herkunft die Zugehörigkeit zur französischen Nation absprechen.

## Hundert Millionen Franzosen
Bereits 1868 hatte der amerikanophile Publizist und Frankreichs späterer US-Botschafter Lucien-Anatole Prévost-Paradol seinen Kaiser Napoleon III. auf Frankreichs Bedeutung im Mittelmeerraum hingewiesen und gemahnt, dass es bis zu 100 Millionen Franzosen auf beiden Seiten des Mittelmeeres bedürfe, um einem weltpolitischen Hegemonieanspruch gegenüber angelsächsischen, deutschen und russischen Rivalen ausreichend Geltung zu verschaffen. Die koloniale Expansion (nach Marokko und Tunesien) sollte „Lebensraum“ und „Volkskraft“ für ein entsprechendes Bevölkerungswachstum bereiten.
Zum Zeitpunkt seiner größten Ausdehnung (zwischen den beiden Weltkriegen) hatte das (Zweite) Französische Kolonialreich etwa 45 Millionen Einwohner, das französische Mutterland (France métropolitaine) zählte etwa 40 Millionen, während der „Erbfeind“ Deutschland bzw. das zusammenhängende Siedlungsgebiet der Deutschen in Mitteleuropa etwa 80 Millionen Einwohner zählte. Bis 1960 war die Bevölkerung Frankreichs auf knapp 46 Millionen angestiegen, doch hatte Frankreich inzwischen einige Kolonien verloren (Syrien/Libanon 1943/46, Indochina 1953/54, Französisch-Indien 1949/56, Marokko und Tunesien 1956/57, Guinea 1958). Die Bevölkerung der verbliebenen Kolonien war auf knapp 54 Millionen gewachsen.

### Assimilationspolitik

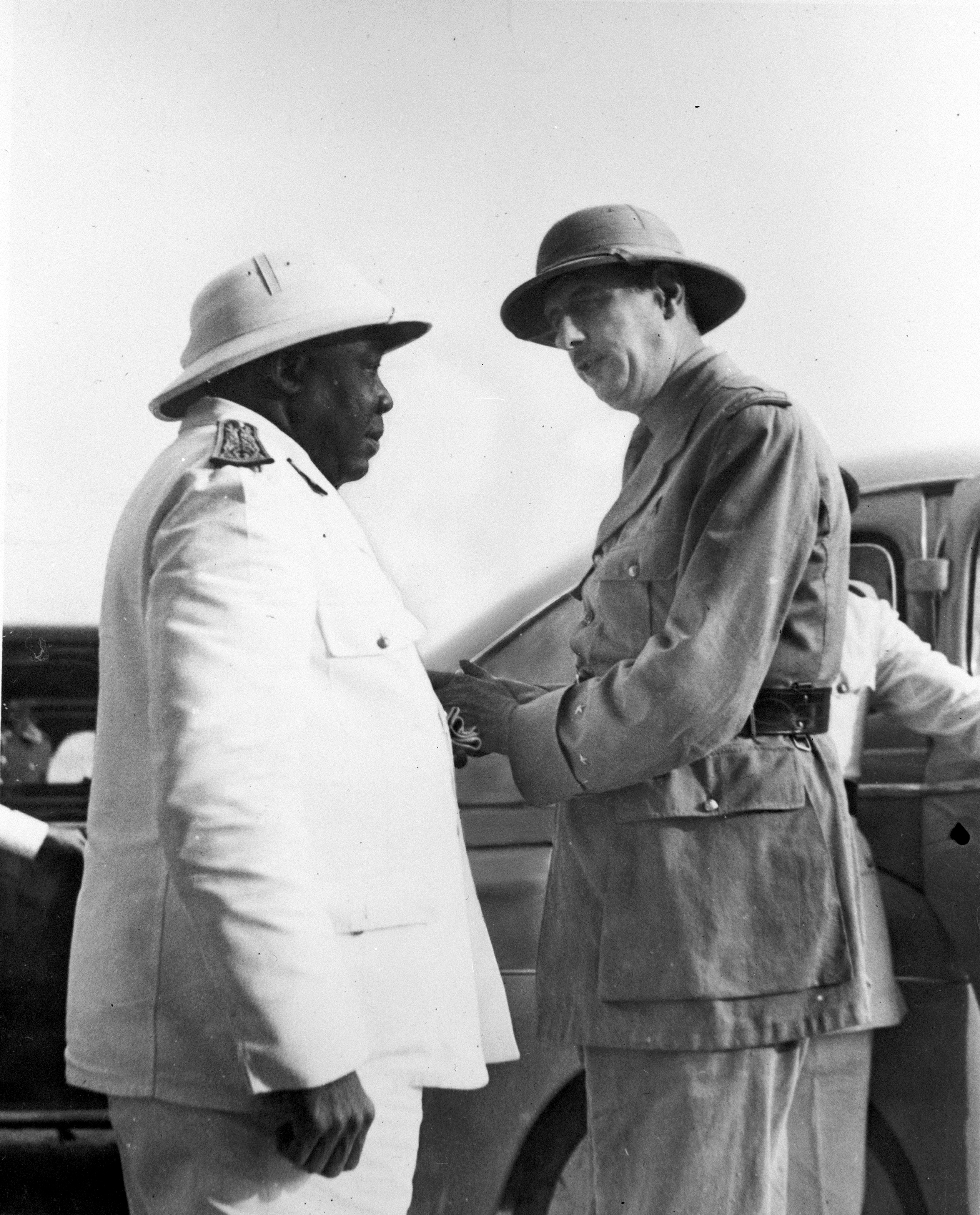
Félix Éboué mit de Gaulle (1940)

Bereits 1848 bzw. 1871 hatte Frankreich Algerien und 1916 die vier wichtigsten Städte des Senegal (Quatre Communes) zu integralen Bestandteilen Frankreichs erklärt, ein Teil der Einwohner erhielt französische Bürgerrechte, mit denen vor allem auch die Wehrpflicht verbunden war. So wurde Blaise Diagne, der Bürgermeister von Dakar, in die französische Nationalversammlung gewählt, während Hunderttausende Algerier und Senegalesen in beiden Weltkriegen auf französischem Boden für Frankreich kämpften und fielen. Insgesamt 1,5 Millionen zusätzliche Soldaten hielt Frankreich so in seinen Kolonien in Reserve.
Im Rahmen einer „Assimilationspolitik“ band Frankreich stärker als etwa Großbritannien, Belgien oder Portugal einheimische Eliten in die Verwaltung seiner Kolonien ein, um das kolonialistische System zu ergänzen und zu verschleiern. So gab es auf Guadeloupe bzw. im Tschad erstmals einen schwarzafrikanischen Gouverneur, Félix Éboué, der sich dann 1940 als erste französische Kolonie dem „Freien Frankreich“ um General Charles de Gaulle anschloss und damit die Tradition des republikanischen Frankreich gegen die der konservativen Restauration unterstützte. Der ehemalige Kolonialminister Jacques Stern warb für die Assimilation der „farbigen“ Franzosen.
Doch die der einheimischen Bevölkerung gewährten Bürgerrechte blieben zunächst eingeschränkt und wenigen vorbehalten, die laizistische Republik enthielt z. B. der Mehrheit der algerischen Muslime die vollen Bürgerrechte vor, was letztlich zum Scheitern der „Assimilationspolitik“ mit beitrug. Nach 1945 versprach die Französische Vierte Republik eine gleichberechtigte Integration, neben Algeriern und Senegalesen wurden 1945 alle Einwohner der Kolonien formal gleichberechtigte Citoyens, doch erst 1957 ersetzte das allgemeine Wahlrecht eine die Einheimischen der Kolonien benachteiligende Wahlrechtsordnung.

### Französische Union und Französische Gemeinschaft
An die Stelle des Kolonialreichs trat 1946 eine Union française (Französische Union) zwischen dem Mutterland und den in autonome Tochterrepubliken umgewandelten verbliebenen Kolonien, 1958 dann die Communauté française (Französische Gemeinschaft). Bereits die Volksfrontregierung Léon Blum hatte 1937 eine solche Union angestrebt. Außenpolitik, Verteidigung, Finanzwesen, langfristige Wirtschaftsplanung, strategische Rohstoffe, die Kontrolle des Justiz- und des Bildungswesens sowie der Kommunikationssysteme sollten unter Zuständigkeit der Union bzw. der Gemeinschaft bleiben. Statt Staatsbürgerschaften der einzelnen Mitgliedsrepubliken gab es nur die Staatsbürgerschaft der Union, die allerdings nicht identisch mit der französischen Staatsbürgerschaft war. Amtssprache war Französisch.

Die Flagge der Frankophonie symbolisiert die fünf Kontinente

- „Das Kolonialreich ist tot. An seiner Stelle errichteten wir die Union. Frankreich bereichert, geadelt und vergrößert, wird morgen 100 Millionen Bürger und freie Menschen besitzen.“ (Pierre Cot)[27]
- „Frankreich hat seinen Traum eines Imperiums von 100 Millionen Franzosen nicht aufgegeben.“ (Ralph Bunche)[28]

Doch 1960 brach die angestrebte Gemeinschaft von 100 Millionen frankophonen Staatsbürgern endgültig zusammen, die autonomen Republiken wurden unabhängige Nationalstaaten, Algerien folgte 1962. Bis 1980 lösten sich auch noch die Komoren, Dschibuti und Vanuatu von Frankreich. Zumindest einen ideellen (und ansatzweise auch wirtschaftlichen) Zusammenhalt versuchen Frankreich, Kanada, Belgien und die ehemaligen Kolonien seit 1970 in der Frankophonie weiterhin zu pflegen.

### Geburtenrate und Immigration
Dennoch wurde das Schlagwort von „Hundert Millionen Franzosen“ auch in der Folgezeit immer wieder von französischen und afrikanischen Politikern aufgegriffen und neu abgewandelt. Eine alternative Deutung kam dem Nachkriegsplan de Gaulles und Michel Debrés zu, durch zahlreiche staatliche Vergünstigungen und Erleichterungen die Geburtenrate bzw. das Bevölkerungswachstum Frankreichs zu fördern. Dies war auch eine Erfahrung aus der militärischen Niederlage gegen Nazi-Deutschland 1940. Schon das Vichy-Regime unter Marschall Pétain hatte eine Steigerung der Geburtenrate, damals die niedrigste in Europa, zu erreichen versucht, eine Politik, die in der Nachkriegszeit – begünstigt durch zunehmenden wirtschaftlichen Wohlstand – beibehalten wurde, ab ca. 1960 verstärkt durch Einwanderung.
- Es müssen 100 Millionen Franzosen sein. Wenn das nicht durch Geburten zustande kommt, dann durch Einwanderung. (Michel Debré)[31]

Tatsächlich haben zwischen 14 und 15 Millionen (22–23 %) der heute 64 Millionen Einwohner Frankreichs einen Migrationshintergrund, deren Elternteile und Vorfahren sind aber größtenteils Einwanderer aus anderen europäischen Ländern. Seit der Unabhängigkeit der Kolonien sind in mehreren Wellen Millionen nordafrikanische und westafrikanische Einwanderer in das ehemalige Mutterland gekommen, als Kinder von Unionsstaatsbürgern haben viele von ihnen laut Gesetz Ansprüche auf die französische Staatsbürgerschaft. Viele Immigranten wohnen in seit den 1970er Jahren entstandenen Neubausiedlungen in der Banlieue am Rande der französischen Großstädte. Die Integration dieser Immigranten ist bisher nur unvollständig gelungen, was Unbehagen über Einwanderung und Überfremdungsängste unter den einheimischen Franzosen fördert, die u. a. zu Wahlerfolgen rechtsextremer Parteien wie des Front national führten.
Nach Ansicht des britischen Historikers und Autors Paul Johnson würde die französische Nation, sollte sie denn jemals 100 Millionen erreichen, zur Hälfte aus nordafrikanischen Muslimen bestehen. Dem müsse Westeuropa durch höhere Geburtenraten entgegenwirken, polemisierte Johnson 2006 in der Jewish World Review. Dezidierter hatte sich bereits Adolf Hitler in Mein Kampf geäußert, als er Frankreich wegen seiner Assimilationspolitik als „vernegert“ geißelte. Doch auch der satirische Simplicissimus hatte schon 1904 die französische Kolonialpolitik als „Rassenvermischung“ karikiert.
Erst 1995 wurde die inhaltslos gewordene Communauté auch formaljuristisch aufgelöst. Alle ehemaligen Mitgliedstaaten (Frankreich und die Tochterrepubliken, einschließlich Togo und Kamerun) zusammen hatten zu diesem Zeitpunkt bereits fast 200 Millionen Einwohner, die ehemaligen Staaten der Union sogar über 330 Millionen. Weltweit gibt es jedoch nur etwa 131 Millionen frankophone Muttersprachler, etwa 60 Millionen davon in Afrika (Haarmann). In jenen 32 Staaten der Welt, in denen Französisch Amtssprache ist, leben 88 Mio. Muttersprachler.
Frankreich hat heute etwa 64 Millionen Einwohner, 94 % davon sind französische Staatsbürger (MSN Encarta). Für 86 % bzw. 88 % (Haarmann) von ihnen ist Französisch die Muttersprache.

### Religion
Die Mehrheit der Bevölkerung ist katholisch, wobei die Angaben von 51 % (Le Monde des religions) über 64 % (Auswärtiges Amt) und 75 % (Fischer Weltalmanach 2010) bis 88 % (CIA) reichen. Etwa 5 Millionen (8 %) sind Muslime vor allem aus Nord- und Westafrika. Daneben gibt es 1–3 % Protestanten und Juden, der Rest sind vor allem Atheisten und Konfessionslose. Nach einer Studie des PewResearch Center aus dem Jahr 2008 bezeichnet sich nur eine Minderheit von 37 % der Franzosen als „religiös“ (darunter 9 % als „sehr religiös“). Beides sind unter den untersuchten Staaten die niedrigsten Werte. Die Studie offenbart zudem Vorurteile gegenüber Muslimen und Juden.
Die nichtkatholischen Franzosen waren bereits durch die Hugenottenkriege (bis 1598) bzw. durch die Aufhebung des Edikts von Nantes durch das Edikt von Fontainebleau (1685) faktisch ausgeschlossen und vertrieben worden. Francophone Schweizer, die mehrheitlich calvinistisch bzw. reformiert sind, bezeichnen sich daher selbst selten als Franzosen. Die katholischen Wallonen gelten jedoch als Französische Gemeinschaft Belgiens.
Bis 1960 hatten (katholische) Christen etwa 45 % und Muslime über 30 % der 100 Millionen Franzosen ausgemacht (über 30 Millionen Muslime und 10 Millionen Christen allein in den afrikanischen Tochterrepubliken), vor 1958 (Verlust Marokkos, Tunesiens und Guineas) war der Anteil der Muslime noch höher. (Hinzu kamen die Buddhisten aus Indochina.)

### Sonstige Einwanderung
Im 19. und 20. Jahrhundert kamen viele Einwanderer aus Osteuropa, Westasien und Indochina, unter anderem Polen, Armenier und Libanesen, die in der Bevölkerung aufgingen. Berühmte Beispiele sind hier Marie Curie und der armenischstämmige Chansonsänger Charles Aznavour. Schon seit dem Ende des 19. Jahrhunderts kamen zahlreiche Italiener, seit den 1960er Jahren auch Portugiesen als Gastarbeiter ins Land und blieben oft auch dauerhaft, italienische Vorfahren hat u. a. die Fußballlegende Michel Platini. Vor allem im Süden Frankreichs siedelten sich nach der Niederlage der Linken im Spanischen Bürgerkrieg zahlreiche politisch verfolgte Spanier und Katalanen an („Rotspanier“), u. a. der Vater von Raymond Domenech. Auch als Söldner in der Fremdenlegion haben zahlreiche Ausländer die französische Staatsbürgerschaft erworben.

## Bevölkerungsgruppen französischer Abstammung

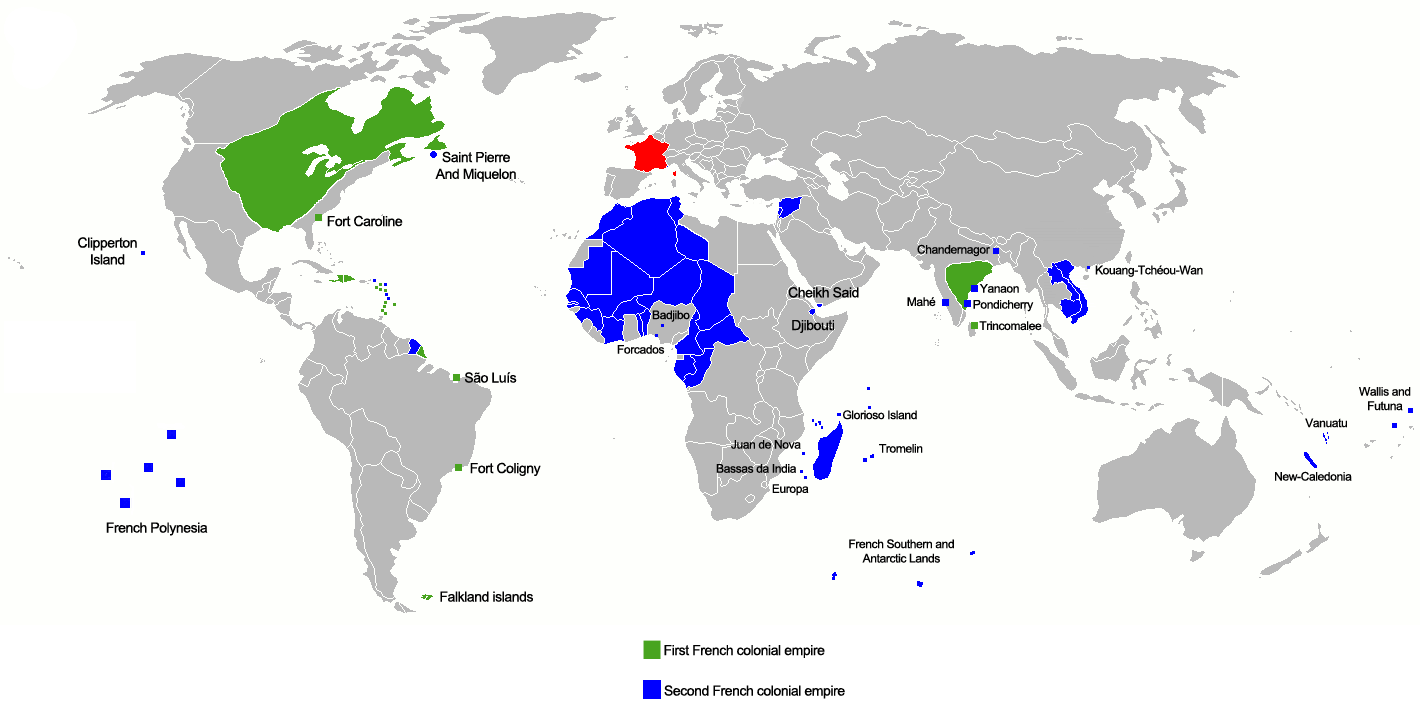
Erstes (grün) und zweites (blau) Kolonialreich

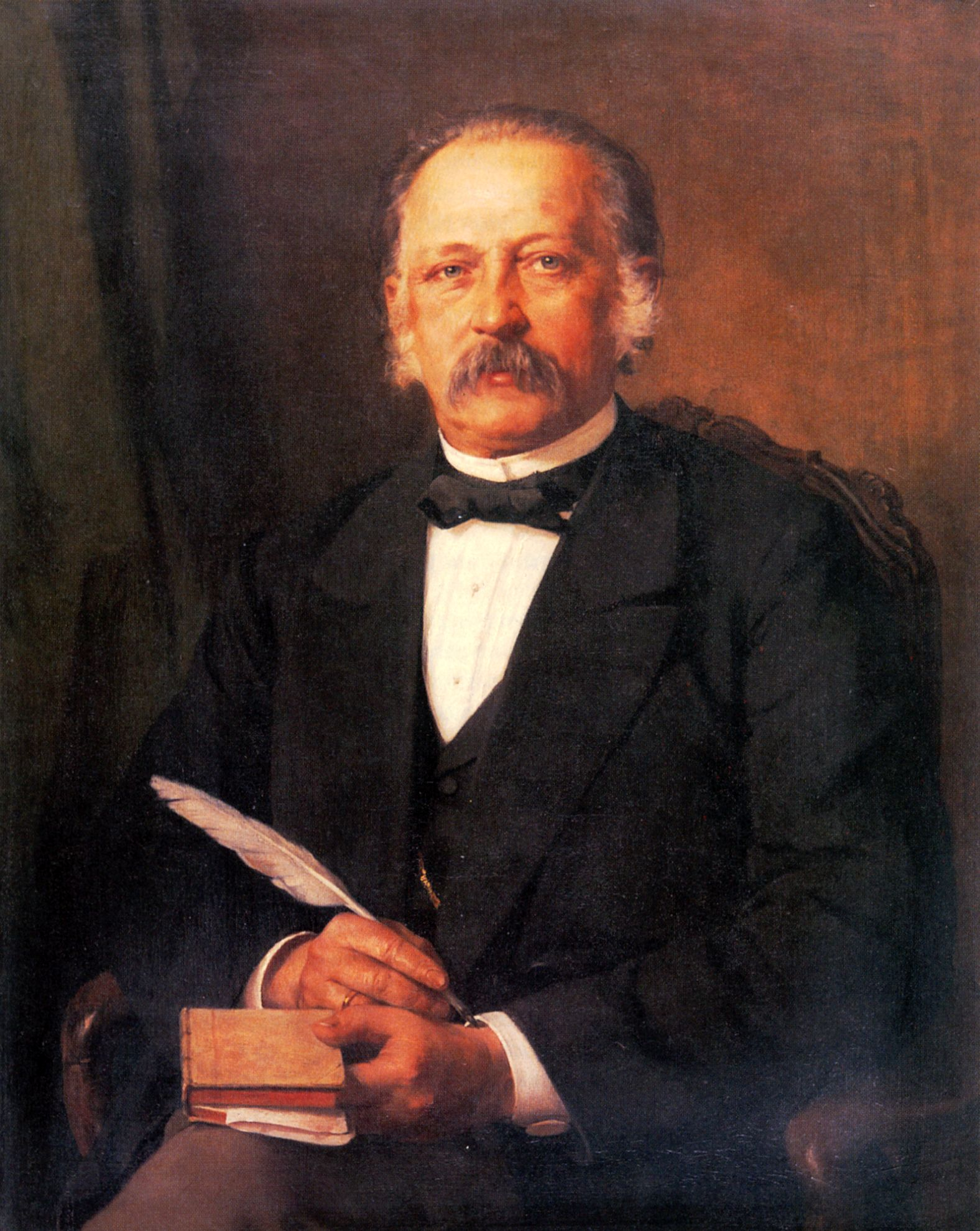
Der deutsche Schriftsteller Theodor Fontane war hugenottischer Abstammung.

Bereits im 17. und 18. Jahrhundert hatten französische Auswanderer Kolonien in Übersee gegründet, die Siedlungen bestanden auch nach dem Verlust des (Ersten) Kolonialreichs (1763) fort. Nachfahren französischer Auswanderer sind in Kanada die Québécois, die Akadier und die frankophonen Kanadier („Franko-Kanadier“) der anderen Provinzen, zusammen über 7 Millionen frankophone Muttersprachler. Die Staatsbürger der Vereinigten Staaten, die französische Vorfahren haben, nennt man Franko-Amerikaner. Ein Großteil sind Französische Kanadier, die in der Industrialisierung nach Neuengland eingewandert sind. Zudem gibt es von franko-kanadischen Auswanderern abstammende Cajuns und frankophone Kreolen im US-Bundesstaat Louisiana, wo eine Mehrheit der US-Amerikaner dieses Staates französische bzw. kreolische Vorfahren hat, aber nur noch 4,7 % Französisch als Muttersprache sprechen.
Insgesamt haben 9.616.700 US-Amerikaner (2,8 %) französische oder kreolische und weitere 2.184.200 (0,6 %) franko-kanadische Vorfahren, doch nur noch 1.355.800 (0,5 %) sprechen Französisch und weitere 629.000 (0,2 %) kreolisch als Muttersprache. Von diesen Französisch-Muttersprachlern beherrschen nur 21,8 % Englisch gegenüber 43,3 % der Kreolen. Zudem leben 600.000 französische Staatsbürger als Ausländer in den USA.
Daneben gibt es viele Ethnien, die teilweise französischer Herkunft sind, wie die Métis in Nordamerika (indianischer Abstammung), Kreolen der Karibik und Afrikas (französischer und afrikanischer Abstammung, in der Karibik auch indianische Wurzeln) und die Europolynesier (französischer und polynesischer Abstammung).
Ein Gefühl der Nähe und Verbundenheit empfinden viele Franzosen gegenüber anderen frankophonen Nationen und Ethnien auf der Welt, wie den belgischen Wallonen, den Schweizer Romands oder den kanadischen Québécois. Letztere werden oft als „Cousins“ bezeichnet, was jenseits des Atlantiks als abwertend empfunden wird. Zwischen Romands und Wallonen leben noch 120.000 französische Staatsbürger in Belgien und 75.000 in der Schweiz. Weitere 300.000 Franzosen leben in Italien, hinzu kommen 200.000 frankophone Valdostaner im italienischen Aostatal.
Auch nach Deutschland kamen französische Einwanderer, die mit der Zeit assimiliert wurden. Eine wichtige solche Einwanderergruppe waren im 17. und 18. Jahrhundert die Hugenotten, die außer in den Niederlanden und England und deren Kolonien auch in der Schweiz und in den protestantischen deutschen Staaten, vor allem in Brandenburg-Preußen, Zuflucht fanden. Der Anteil der Hugenotten in Berlin machte um 1700 etwa 20 %, um 1800 etwa 10 % und um 1900 noch gut 1 % aus.